# 圣玛利亚堂 (卑尔根)
圣玛利亚堂 (挪威語：Mariakirken)是挪威卑尔根的一座路德宗教堂，位于市中心的布吕根区，属于卑尔根教区管理。
该堂建于1130-1183年，为全市现存最古老的建筑，2013年重修。

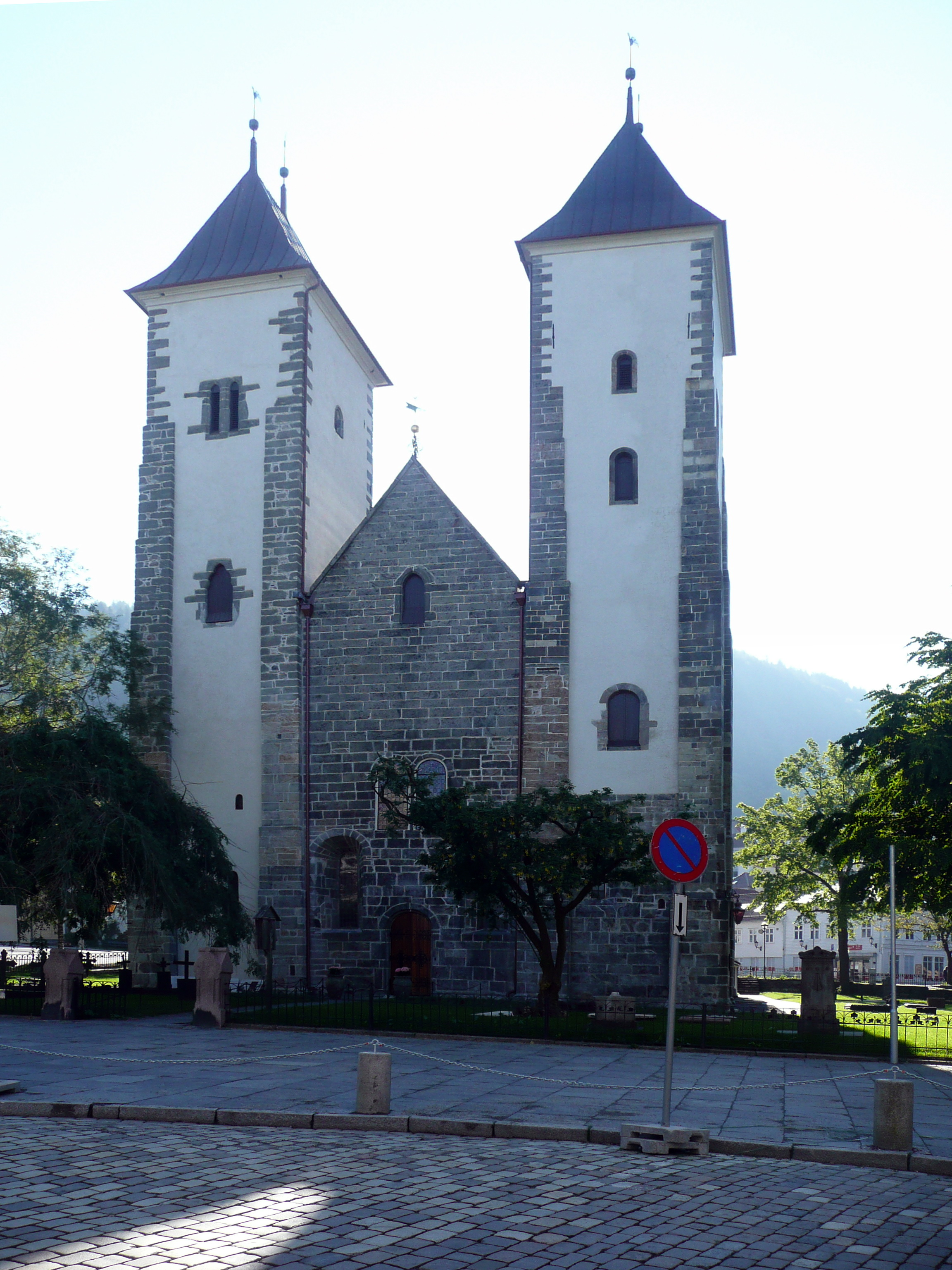
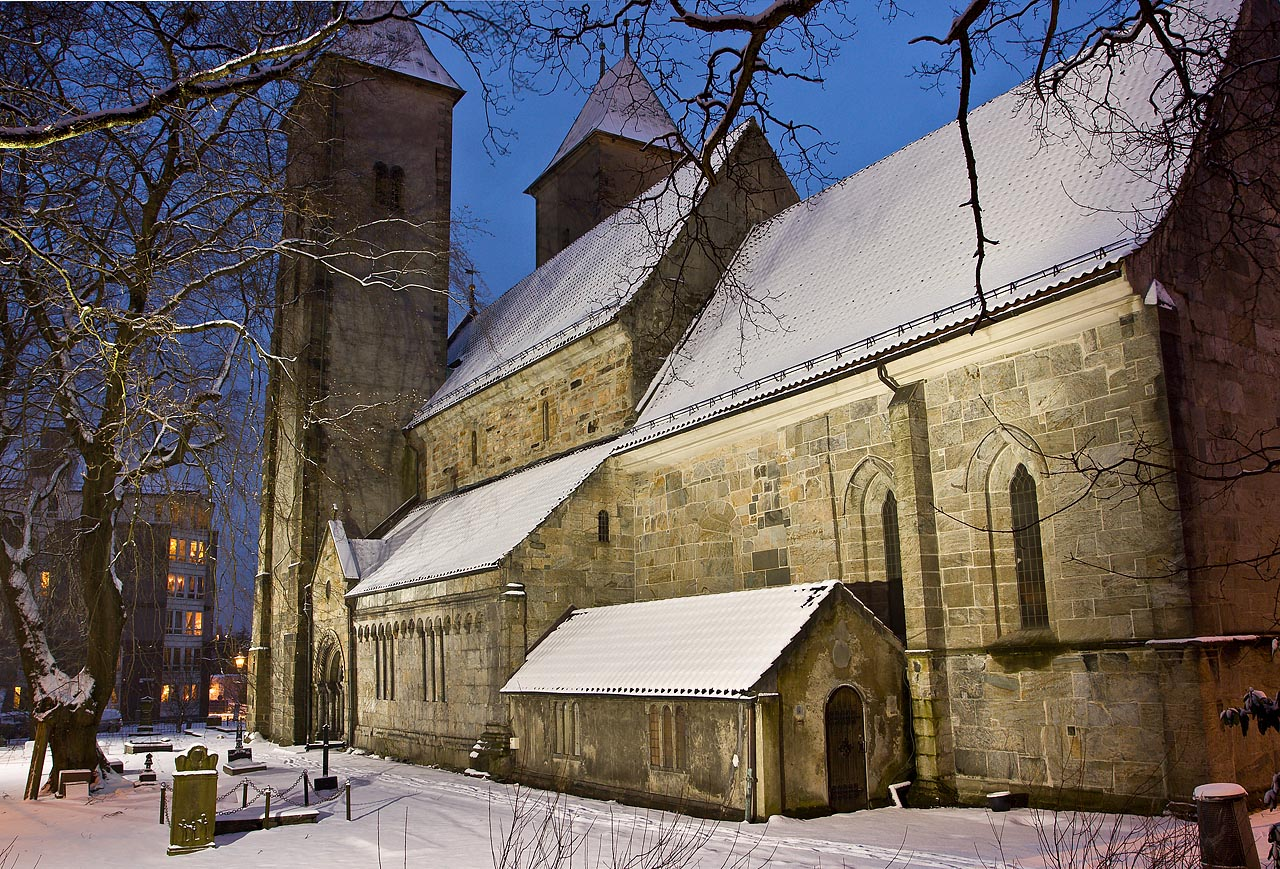
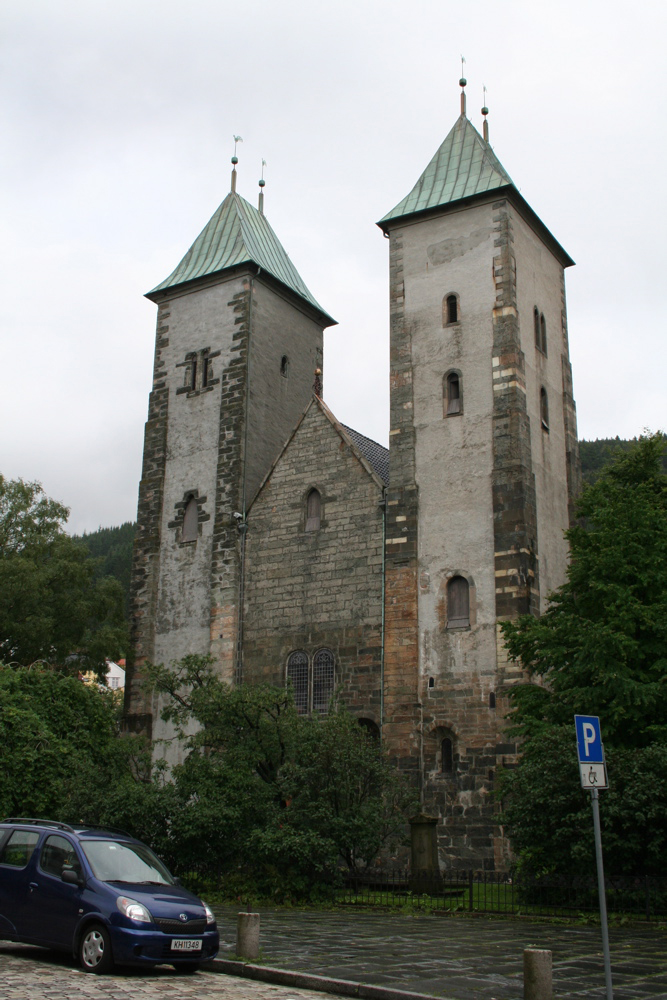
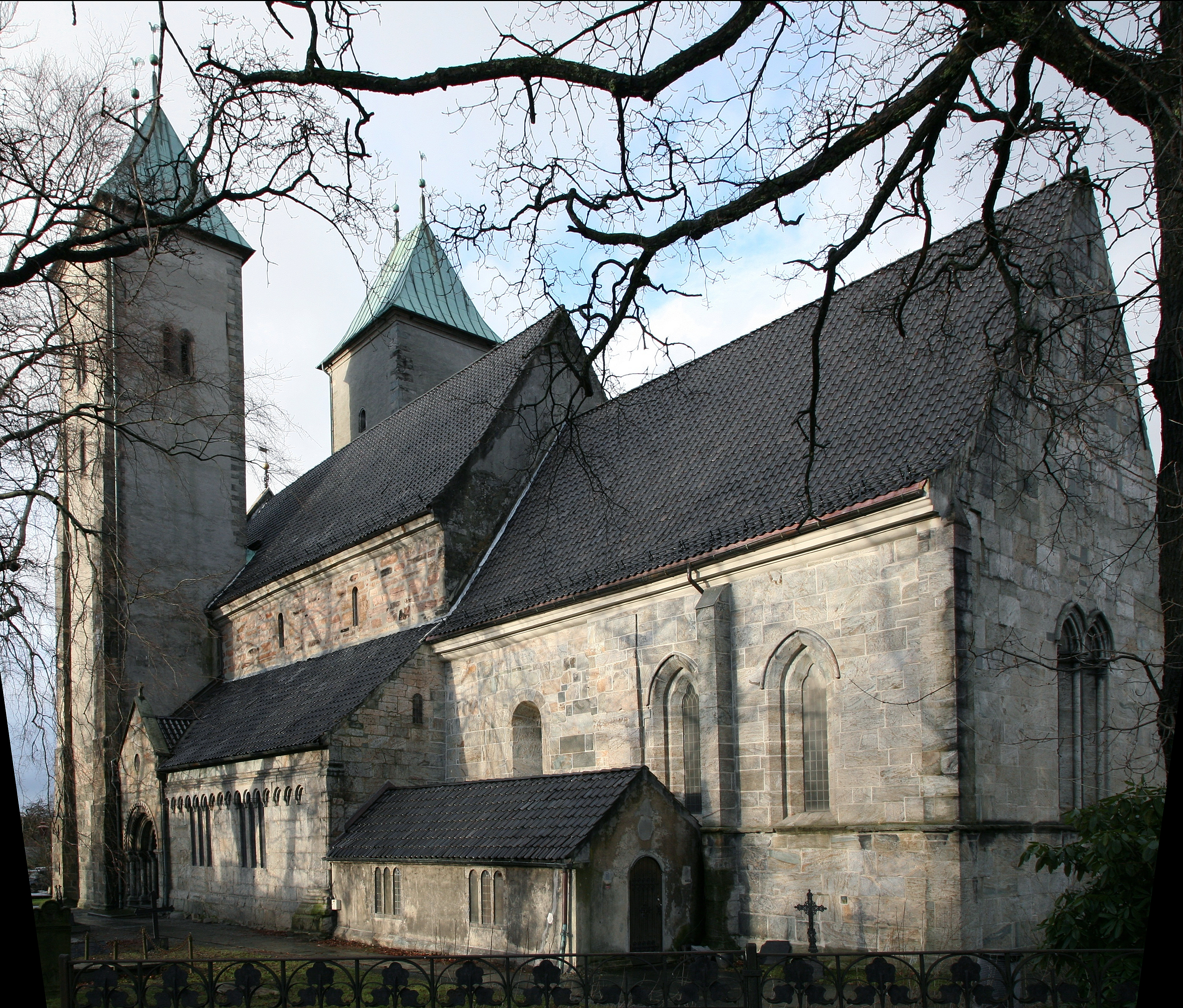
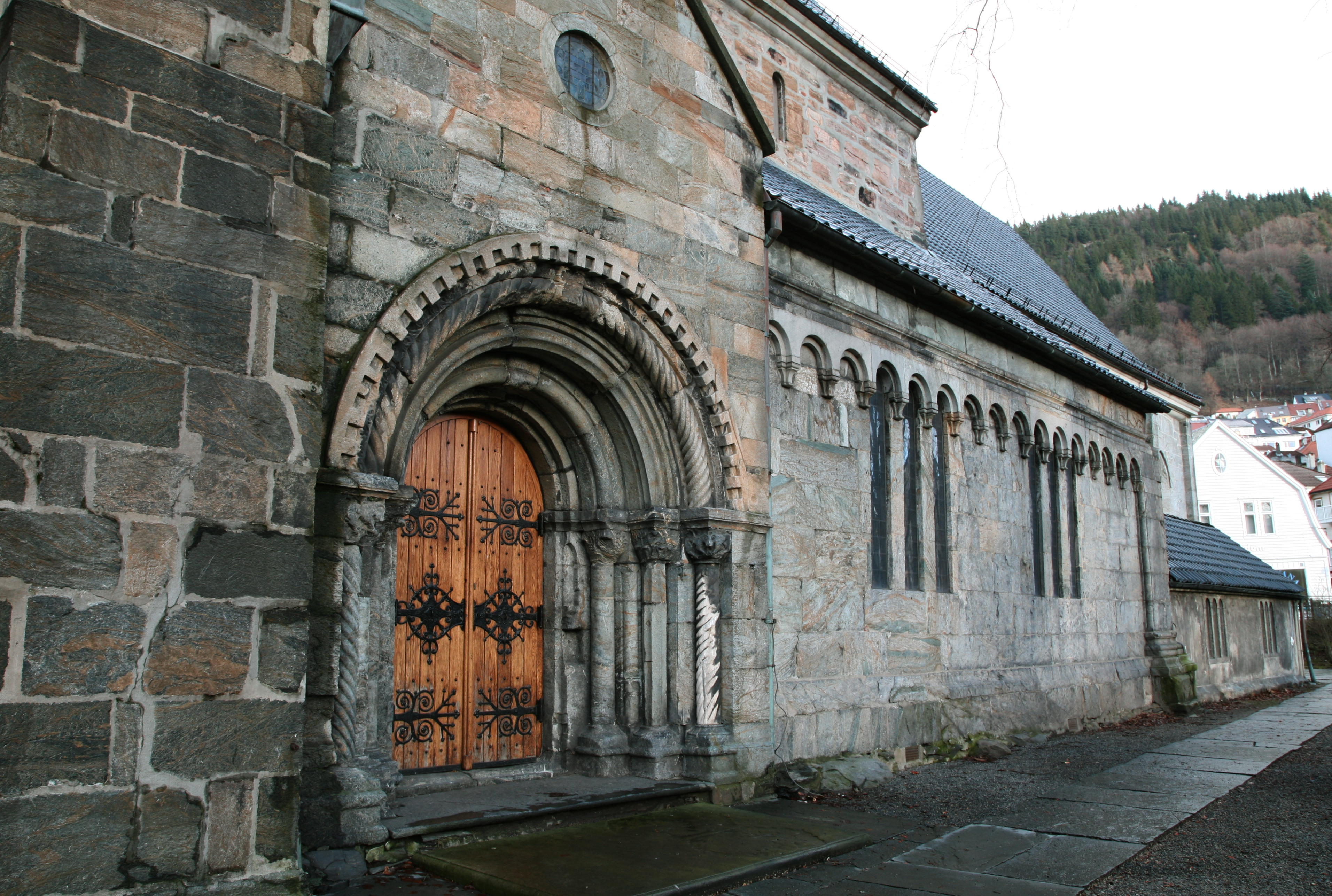
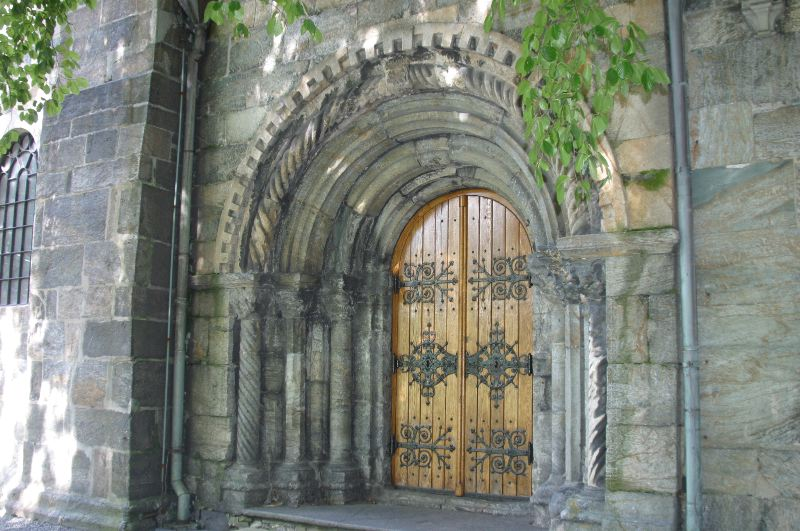
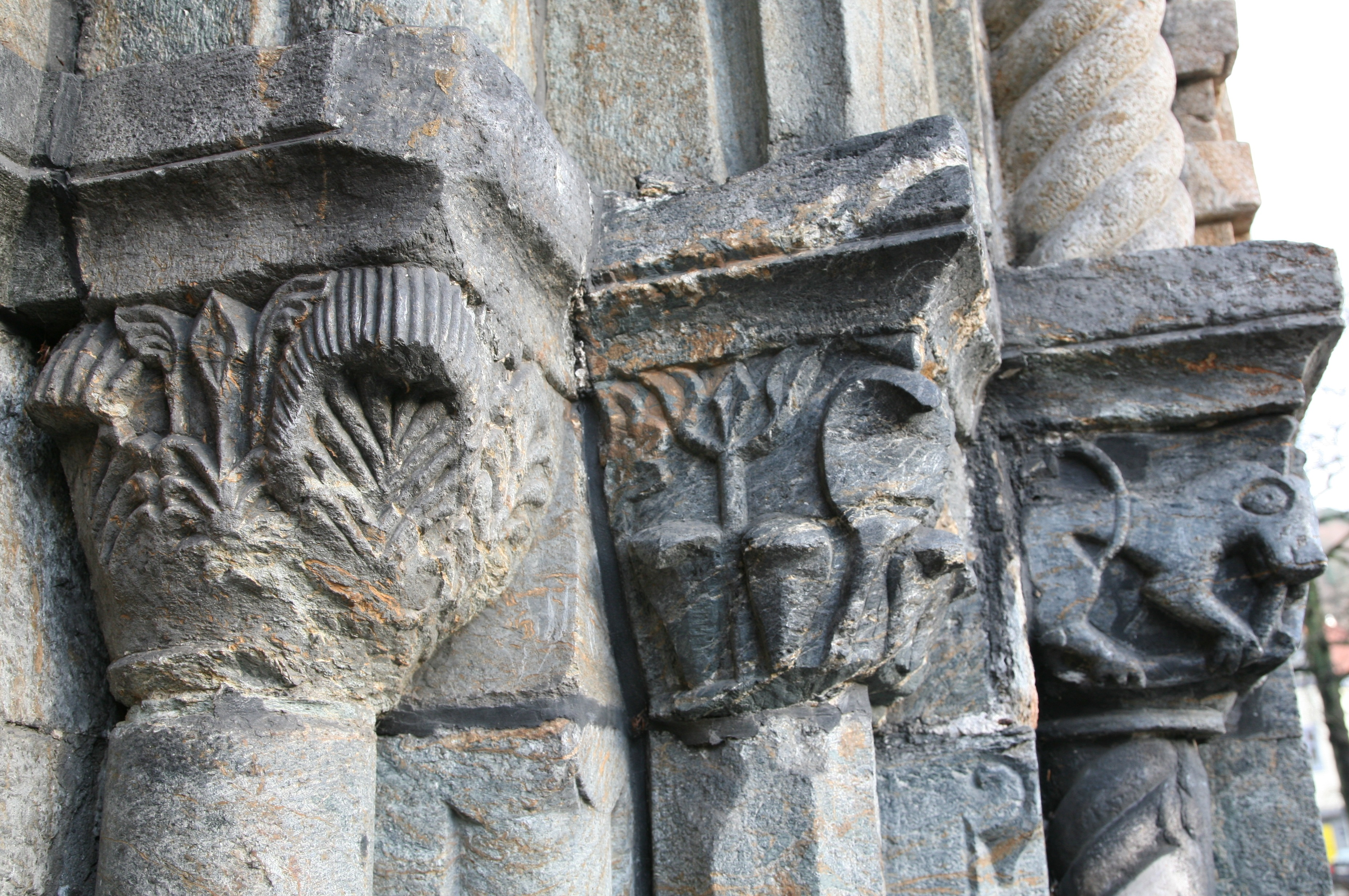
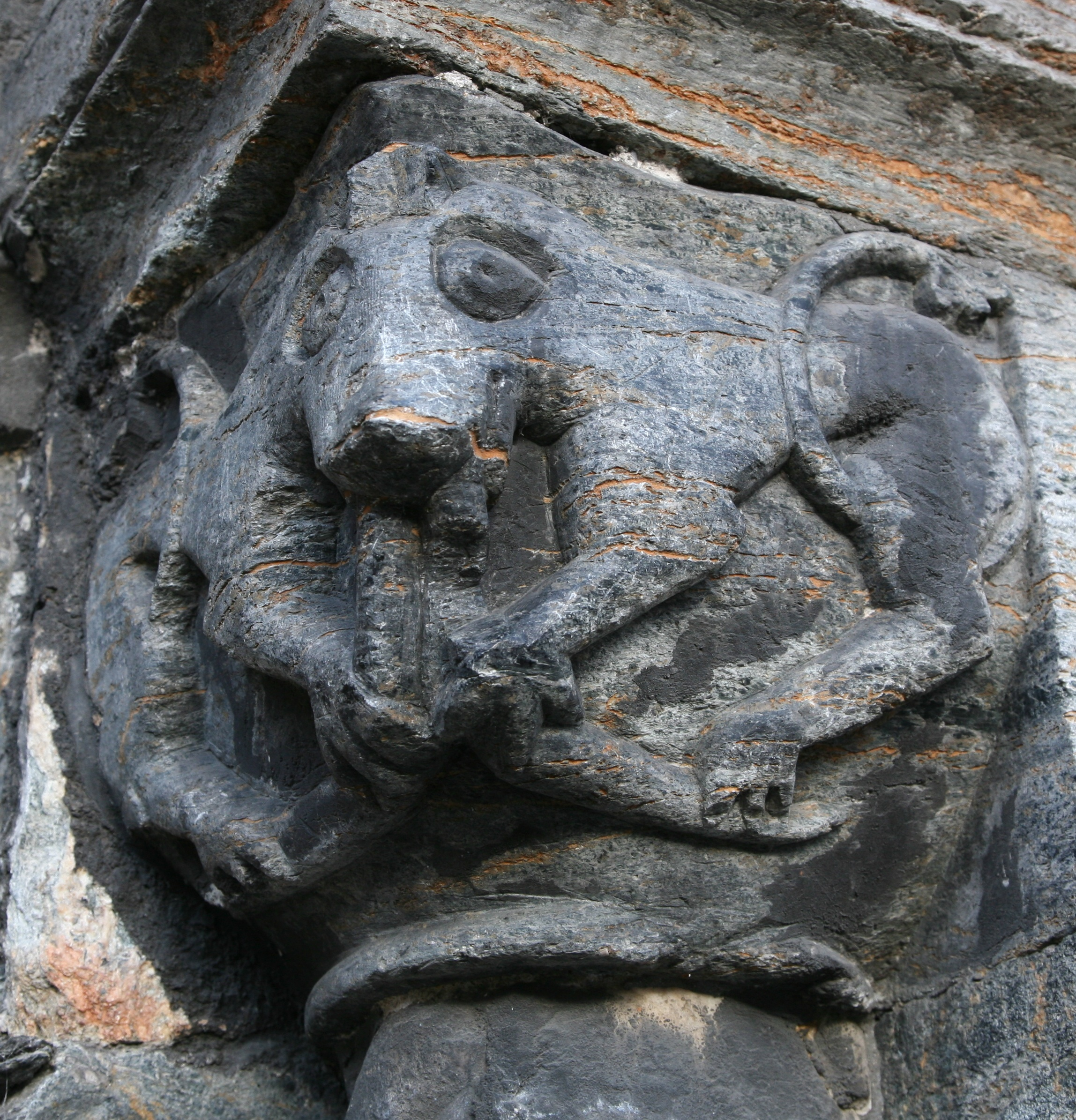
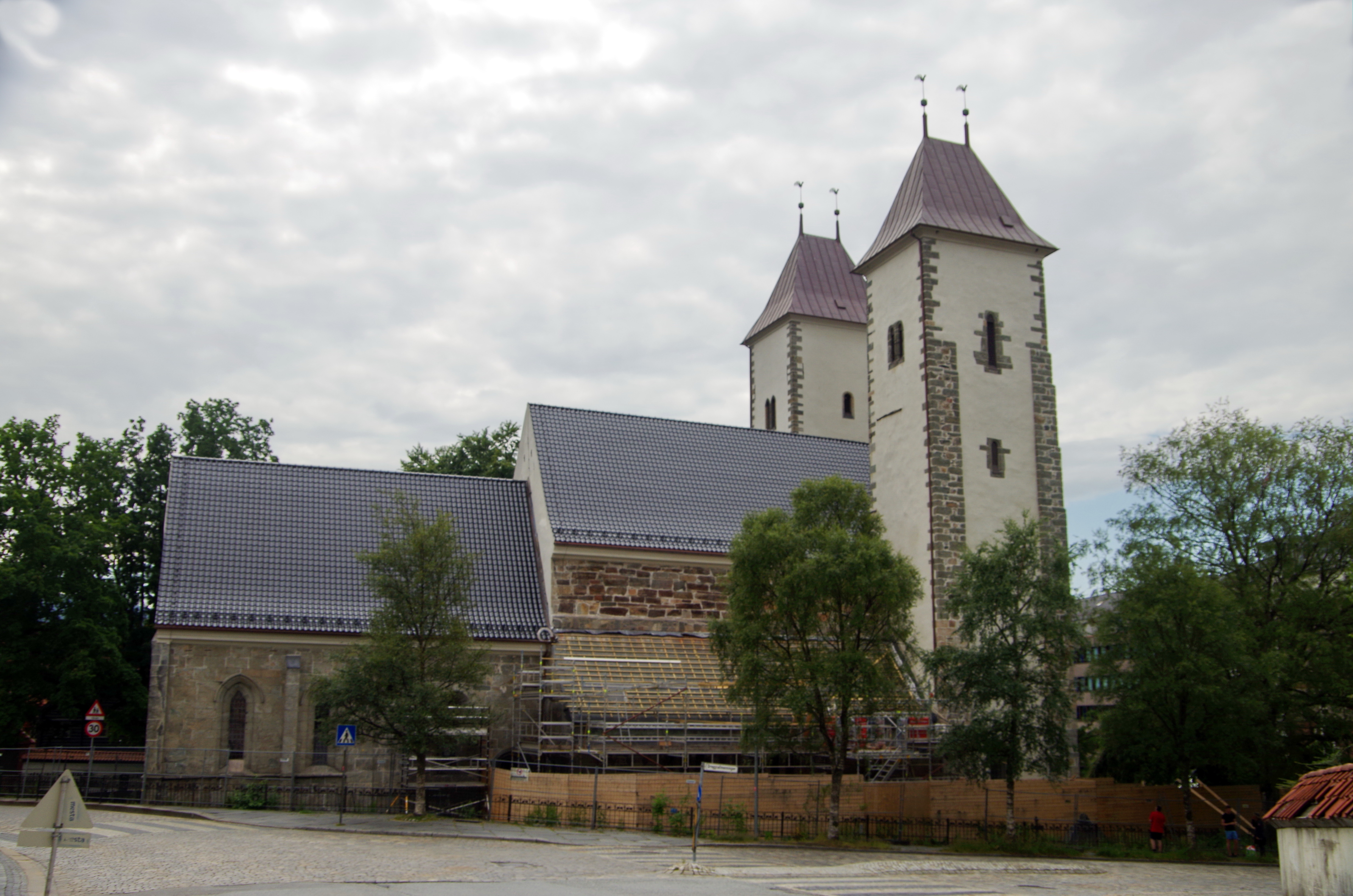
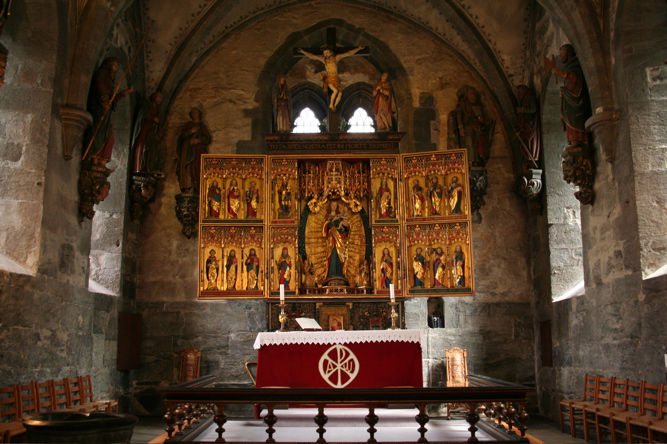
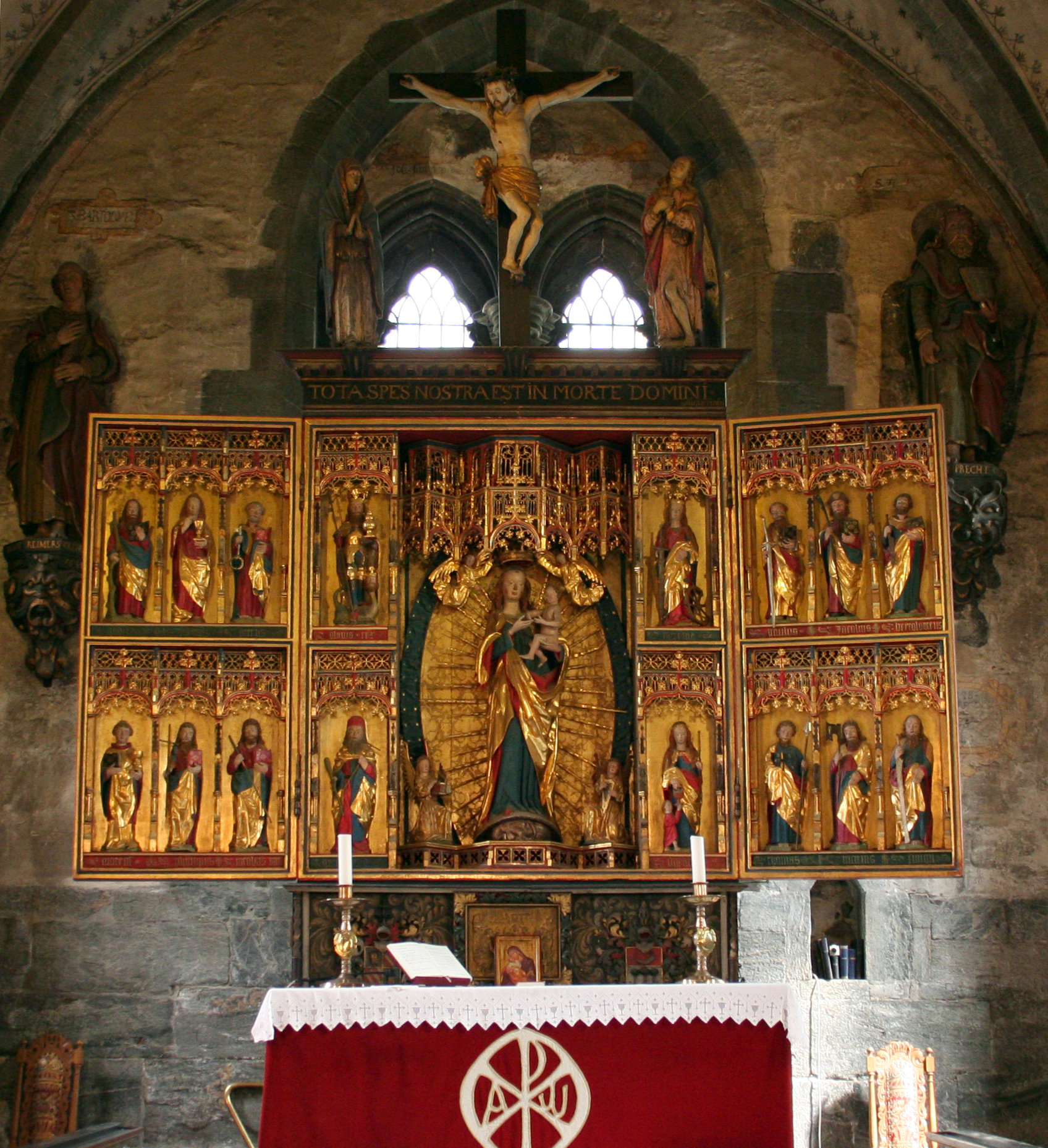
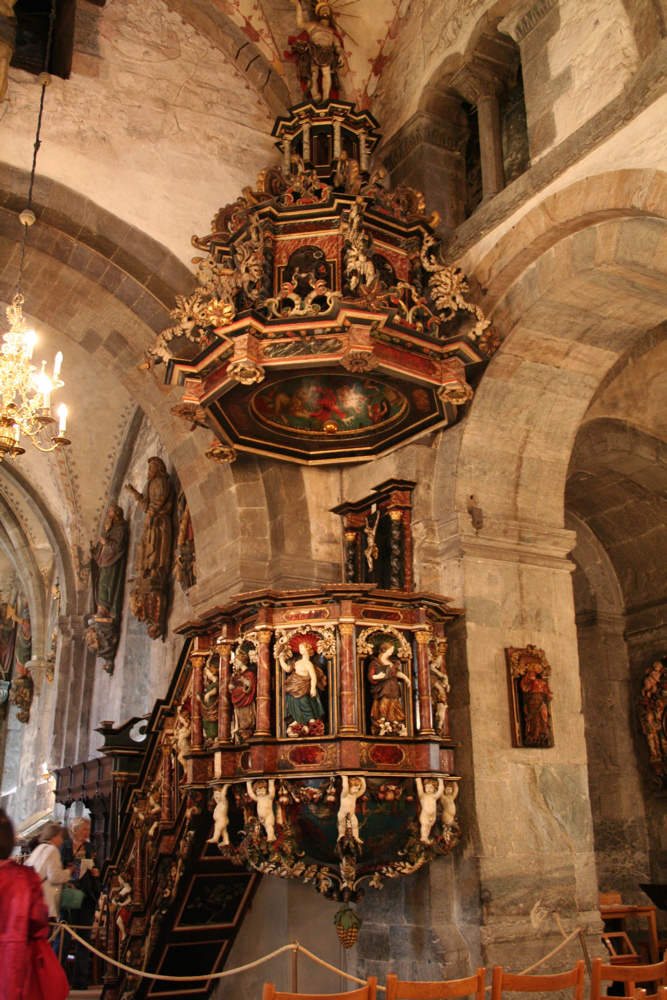
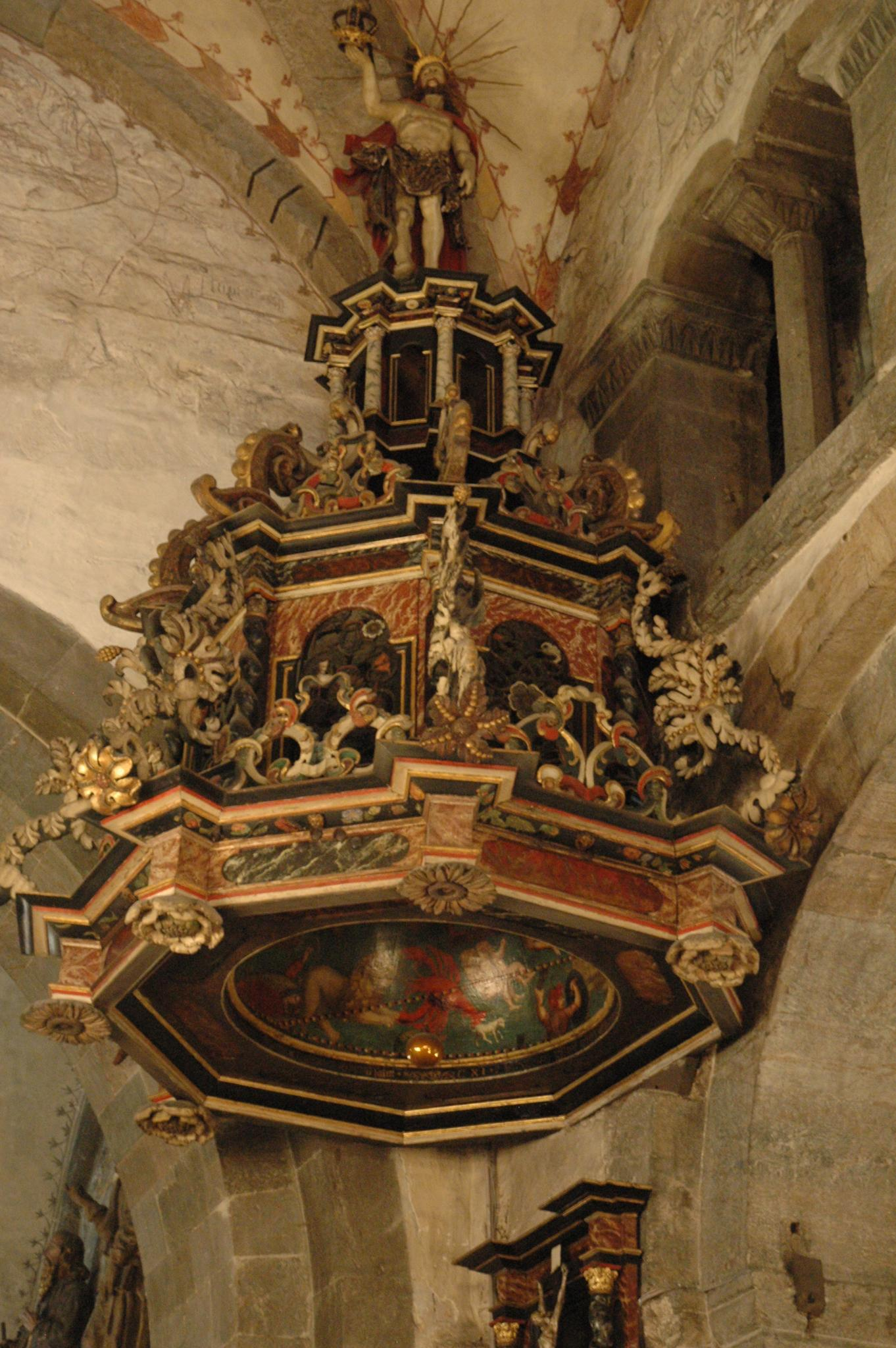
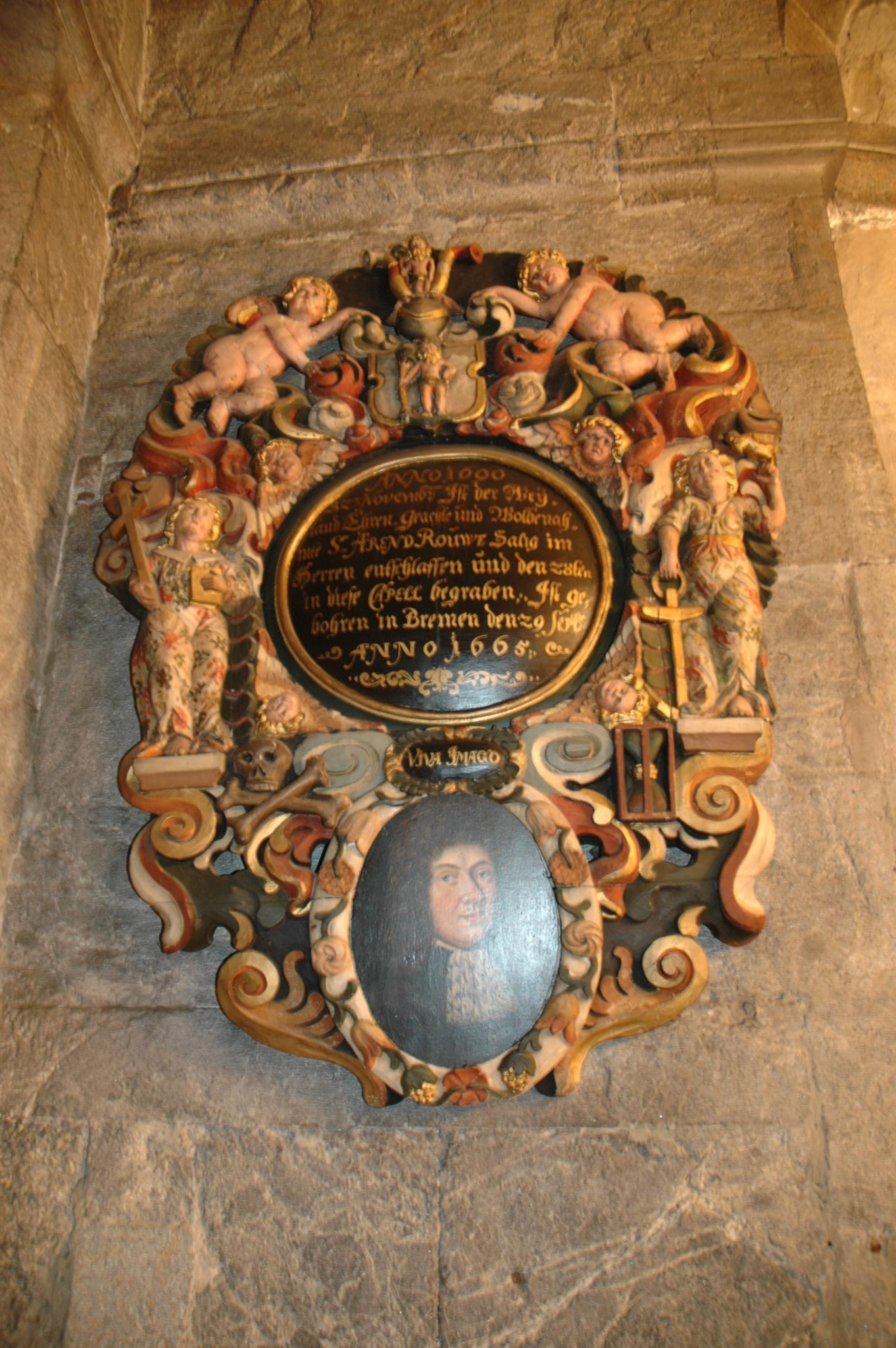
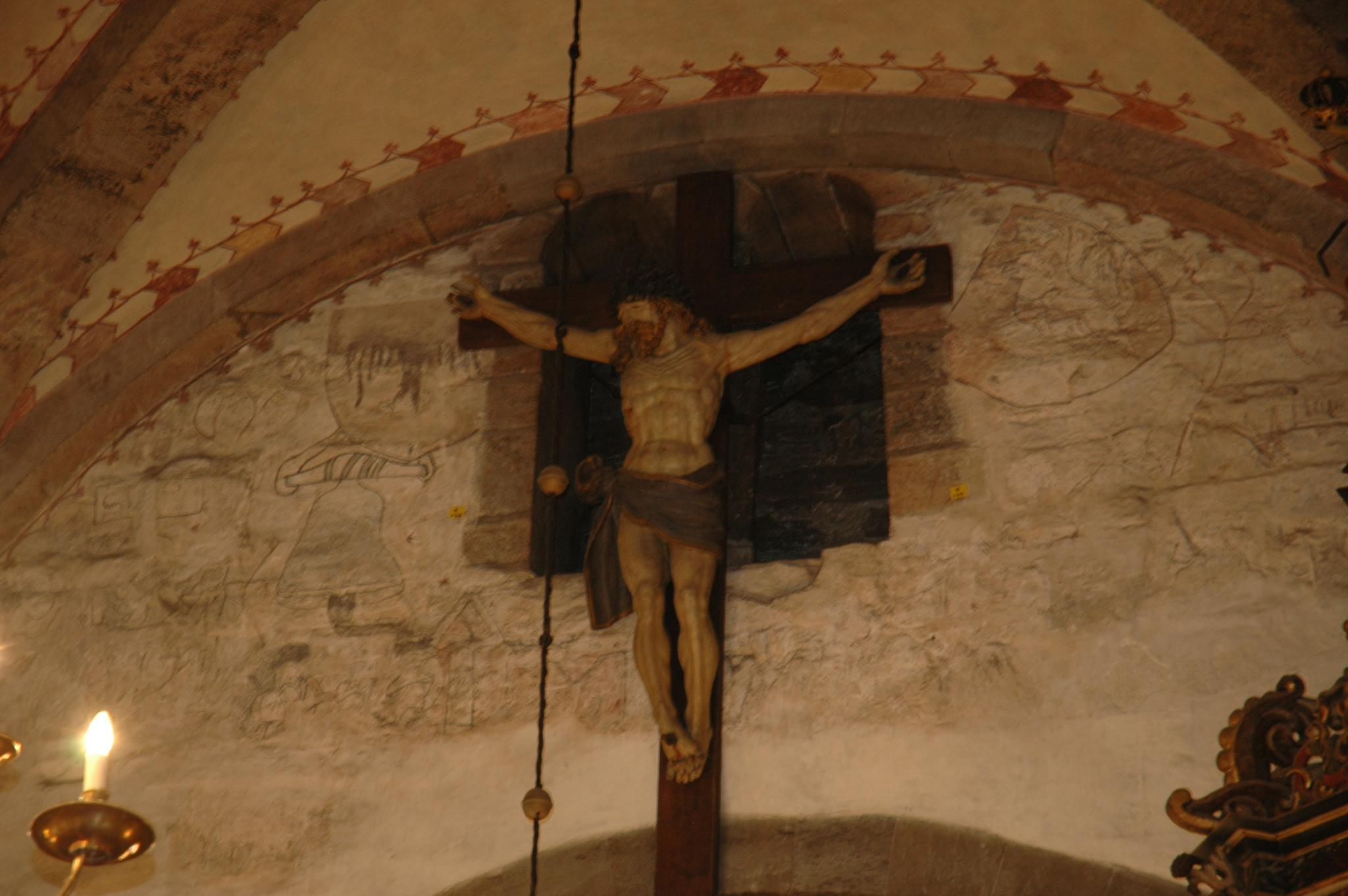
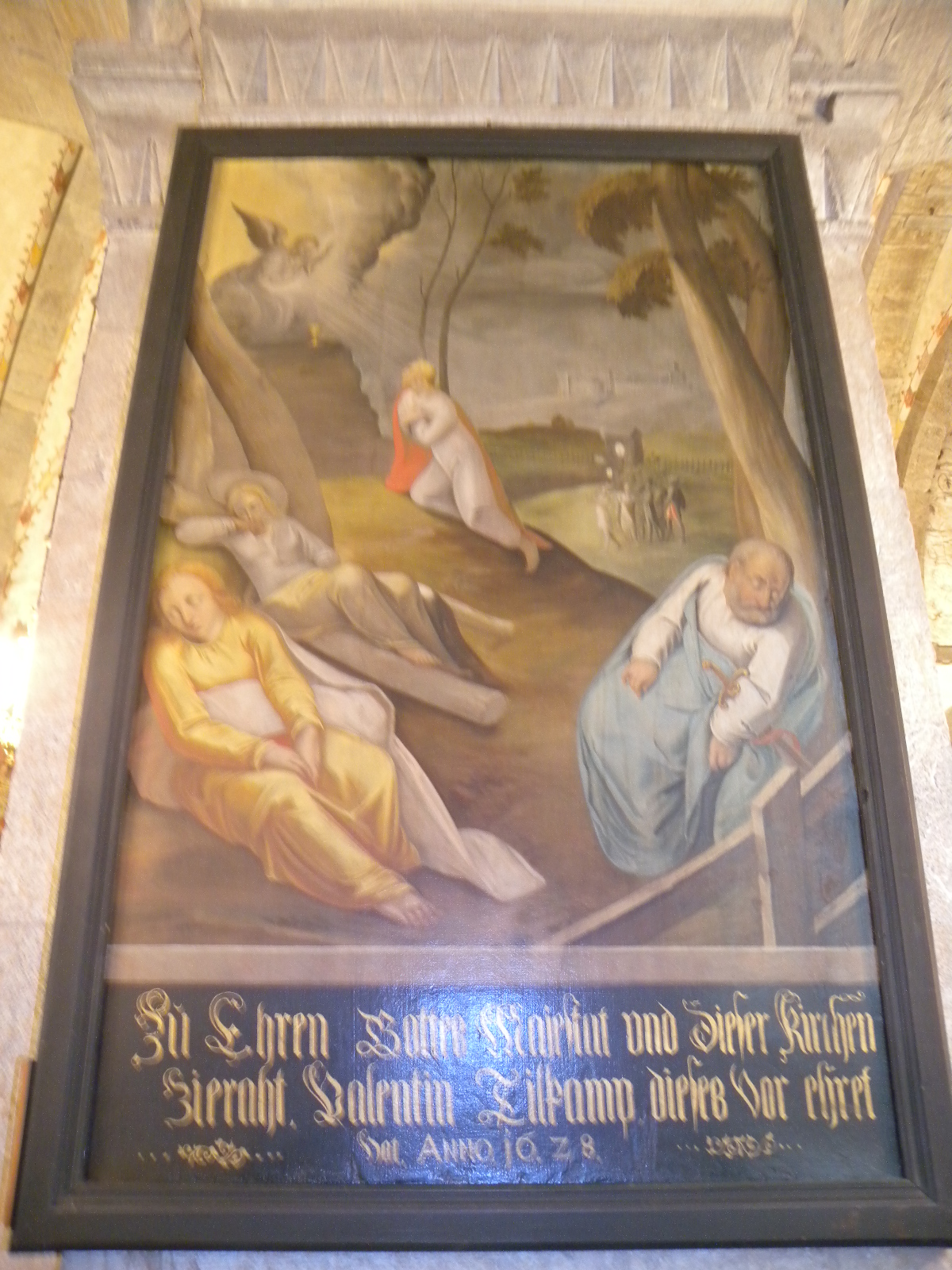
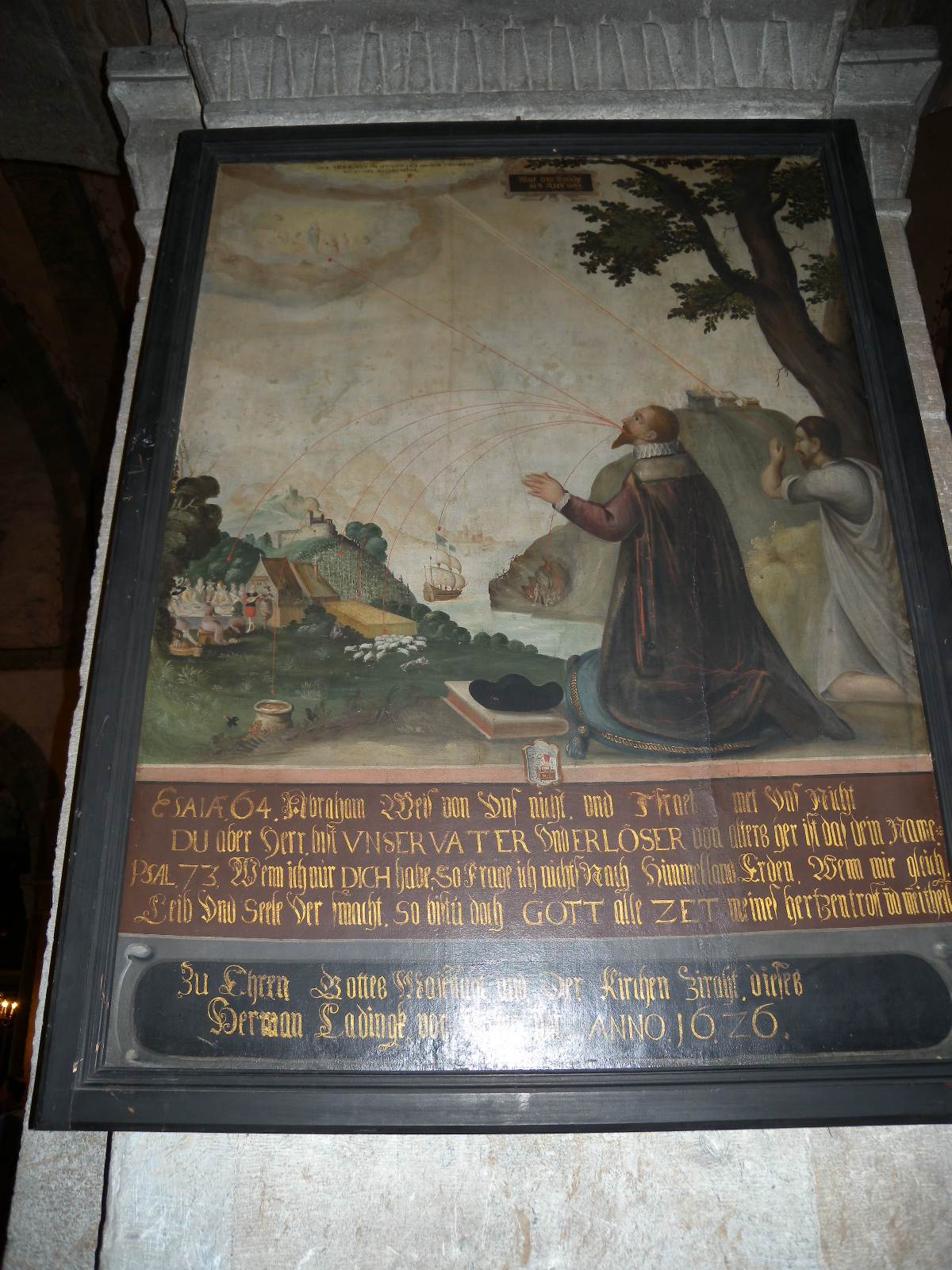
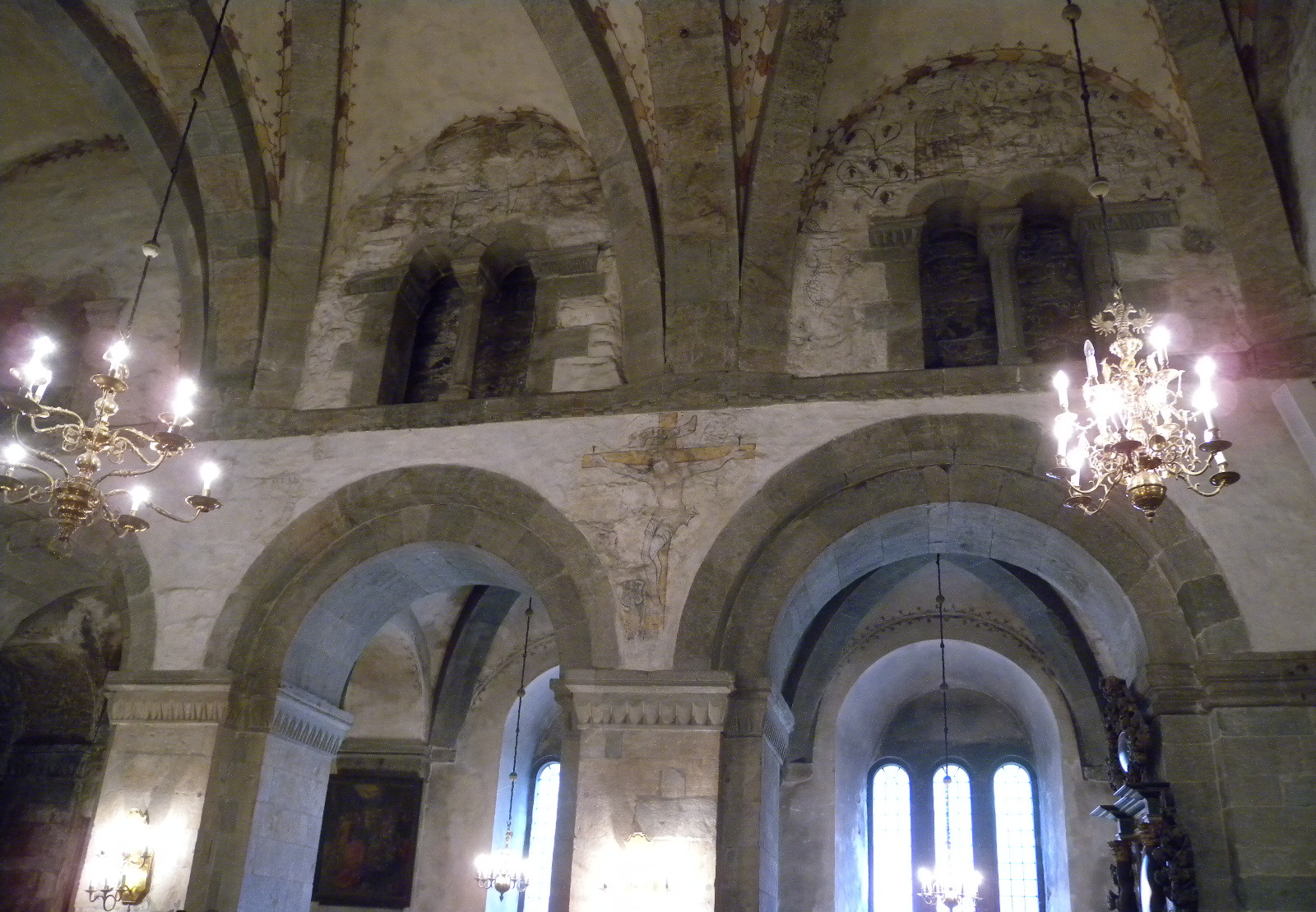
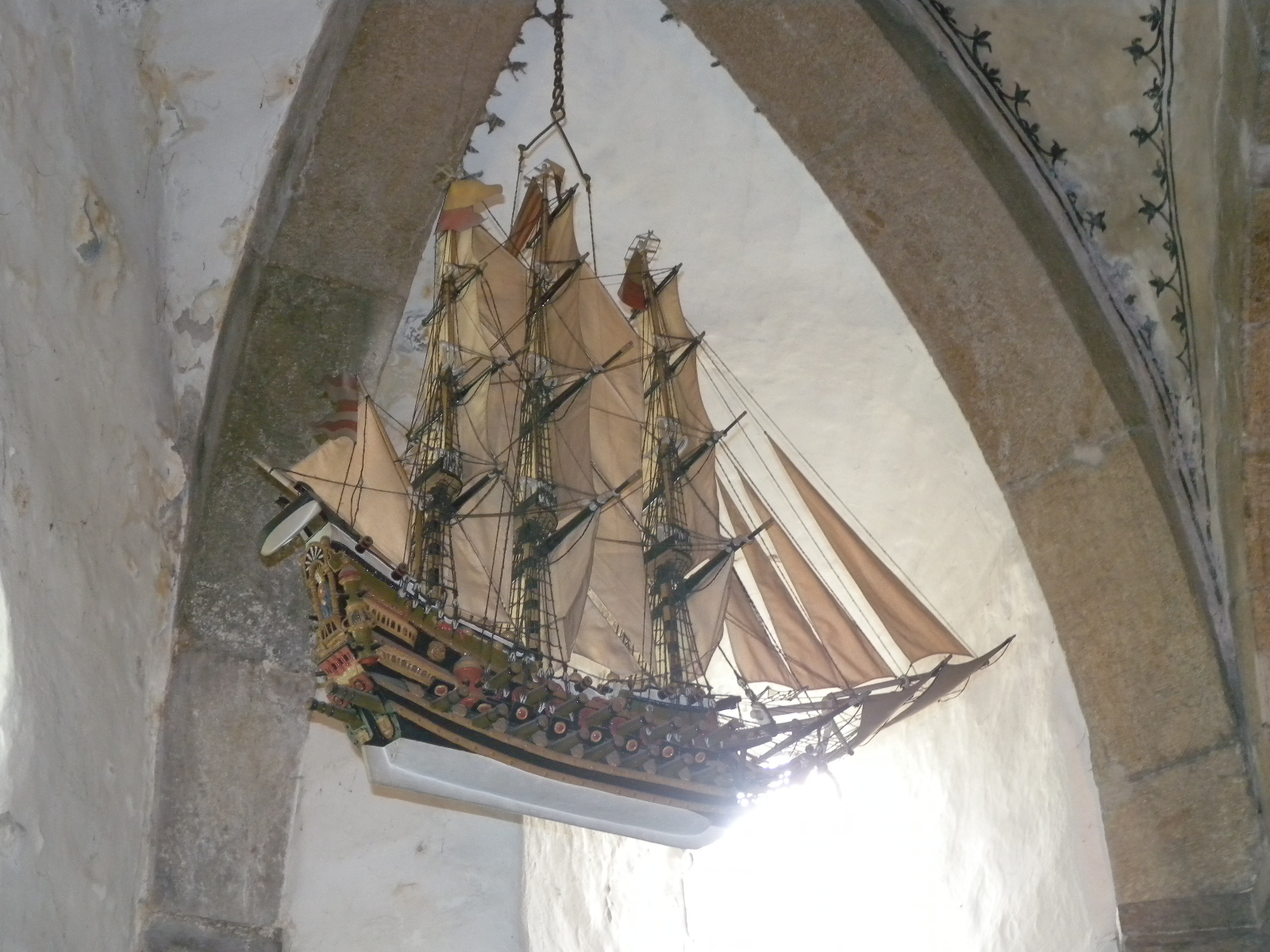